# Hawthorne/Lennox (métro de Los Angeles)
Hawthorne/Lennox est une station du métro de Los Angeles desservie par les rames de la ligne C et située dans la ville de Hawthorne en Californie.

## Localisation
Station du métro de Los Angeles, Hawthorne/Lennox est située sur la ligne C à l'intersection de l'Interstate 105 et de Hawthorne Boulevard à Hawthorne, la station est également limitrophe avec le territoire du census-designated place de Lennox.

## Histoire
La station est mise en service le 12 août 1995, lors de l'ouverture de la ligne.

## Service

### Accueil

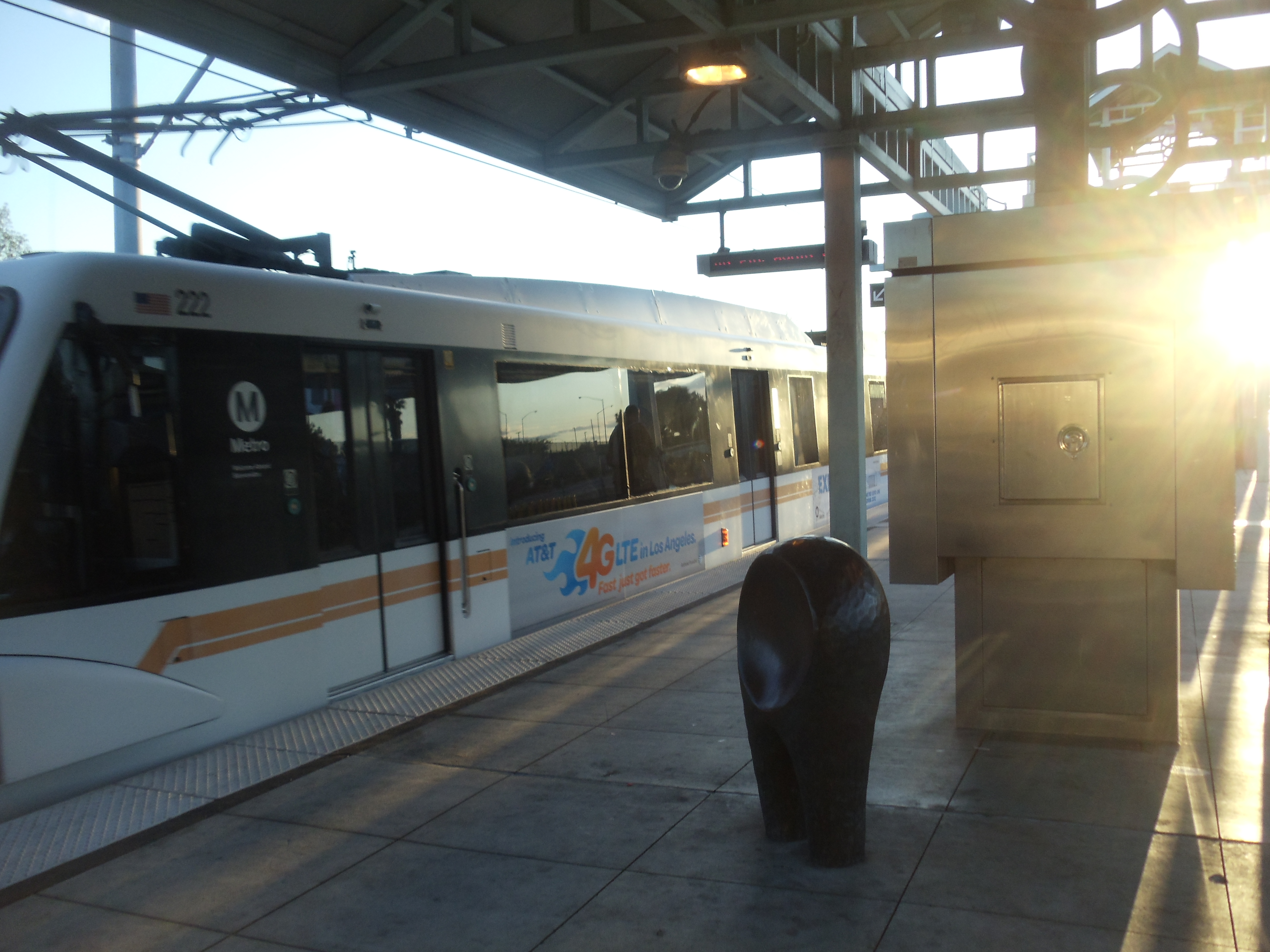
Train à quai à la station.

### Desserte
Hawthorne/Lennox est desservie par les rames de la ligne C du métro.

### Intermodalité
La station est desservie par les lignes d'autobus 40, 126, 212, 312, 442 et 740 de Metro.